# Bijie
Bijie (en chino: 毕节; pinyin: Bìjíe) es una ciudad-prefectura (prefectura hasta noviembre de 2011) en la provincia de Guizhou, República Popular China. Situada aproximadamente a 160 kilómetros de la capital provincial. La zona sur es montaña, ya que es limtada por la Meseta Yunnan-Guizhou. Limita al norte con la provincia de Sichuan, al sur con Liupanshui, al oeste con la provincia de Yunnan y al este con Guiyang. Su área es de 26 853 km² y su población, 7 320 000 habitantes.

## Administración
La ciudad-prefectura de Bijie administra 1 ciudad,6 condados y 1 condado autónomo.
- Ciudad Bijie 毕节市
- Condado Dafang 大方县
- Condado Qianxi 黔西县
- Condado Jinsha 金沙县
- Condado Zhijin 织金县
- Condado Nayong 纳雍县
- Condado Hezhang 赫章县
- Condado autónomo Weining yizú huizú miaozú 威宁彝族回族苗族自治县

## Clima
| Parámetros climáticos promedio de Bijie (1971–2000) | Parámetros climáticos promedio de Bijie (1971–2000) | Parámetros climáticos promedio de Bijie (1971–2000) | Parámetros climáticos promedio de Bijie (1971–2000) | Parámetros climáticos promedio de Bijie (1971–2000) | Parámetros climáticos promedio de Bijie (1971–2000) | Parámetros climáticos promedio de Bijie (1971–2000) | Parámetros climáticos promedio de Bijie (1971–2000) | Parámetros climáticos promedio de Bijie (1971–2000) | Parámetros climáticos promedio de Bijie (1971–2000) | Parámetros climáticos promedio de Bijie (1971–2000) | Parámetros climáticos promedio de Bijie (1971–2000) | Parámetros climáticos promedio de Bijie (1971–2000) | Parámetros climáticos promedio de Bijie (1971–2000) |
| Mes                                                 | Ene.                                                | Feb.                                                | Mar.                                                | Abr.                                                | May.                                                | Jun.                                                | Jul.                                                | Ago.                                                | Sep.                                                | Oct.                                                | Nov.                                                | Dic.                                                | Anual                                               |
| --------------------------------------------------- | --------------------------------------------------- | --------------------------------------------------- | --------------------------------------------------- | --------------------------------------------------- | --------------------------------------------------- | --------------------------------------------------- | --------------------------------------------------- | --------------------------------------------------- | --------------------------------------------------- | --------------------------------------------------- | --------------------------------------------------- | --------------------------------------------------- | --------------------------------------------------- |
| Temp. máx. media (°C)                               | 6.4                                                 | 8.4                                                 | 14.2                                                | 19.0                                                | 22.0                                                | 24.3                                                | 26.7                                                | 26.7                                                | 22.8                                                | 18.0                                                | 13.4                                                | 8.9                                                 | 17.6                                                |
| Temp. mín. media (°C)                               | 0.6                                                 | 1.8                                                 | 5.4                                                 | 9.8                                                 | 13.4                                                | 16.2                                                | 17.9                                                | 17.2                                                | 14.5                                                | 10.7                                                | 6.4                                                 | 2.2                                                 | 9.7                                                 |
| Precipitación total (mm)                            | 18.4                                                | 18.5                                                | 25.7                                                | 56.4                                                | 115.7                                               | 141.7                                               | 160.8                                               | 156.8                                               | 104.9                                               | 57.9                                                | 29.6                                                | 13.1                                                | 899.5                                               |
| Días de precipitaciones (≥ 0.1 mm)                  | 18.8                                                | 18.3                                                | 16.8                                                | 17.4                                                | 19.5                                                | 19.0                                                | 16.4                                                | 15.4                                                | 16.0                                                | 18.0                                                | 14.8                                                | 15.6                                                | 206.0                                               |
| Horas de sol                                        | 49.1                                                | 51.6                                                | 95.9                                                | 116.5                                               | 116.1                                               | 106.3                                               | 171.5                                               | 176.7                                               | 117.8                                               | 81.7                                                | 70.7                                                | 63.7                                                | 1217.6                                              |
| Humedad relativa (%)                                | 87                                                  | 86                                                  | 81                                                  | 79                                                  | 79                                                  | 81                                                  | 79                                                  | 80                                                  | 82                                                  | 84                                                  | 84                                                  | 85                                                  | 82.3                                                |
| Fuente: China Meteorological Administration         |                                                     |                                                     |                                                     |                                                     |                                                     |                                                     |                                                     |                                                     |                                                     |                                                     |                                                     |                                                     |                                                     |